# Marc Menchaca
Marc Menchaca, född 10 oktober 1975 i San Angelo, Texas, är en amerikansk skådespelare.
Holland har bland annat medverkat i TV-serierna White House Plumbers och The Big Cigar. Han har även medverkat i filmen The Creator.

## Filmografi (i urval)
- 2008 – Generation Kill (TV-serie)
- 2023 – White House Plumbers (TV-serie)
- 2023 – The Creator
- 2024 – The Big Cigar (TV-serie)